# سفارة لبنان في بولندا
سفارة لبنان في بولندا هي أرفع تمثيل دبلوماسي لدولة لبنان لدى بولندا. تقع السفارة في وهي تهدف لتعزيز المصالح اللبنانية في بولندا.

## وصلات خارجية
- الموقع الرسمي
- قائمة سفارات لبنان
- قائمة السفارات في بولندا